# Diane Hendricks
Diane Marie Hendricks(sinh năm 1947) là doanh nhân Mỹ và nhà sản xuất phim đến từ bang Wisconsin. Bà là con gái của những người nông dân chăn nuôi bò sữa. Hendricks sinh ra và lớn lên ở bang Wisconsin,  Bà tốt nghiệp trường trung học Osseo-Fairchild năm 1965, và đã ly hôn người chồng đầu tiên được 10 năm khi bà gặp Ken Hendricks.

## Sự nghiệp
Năm 1975, Hendricks bán những căn nhà được xây dựng riêng theo yêu cầu của khách và Ken là một nhà thầu xây dựng mái nhà lúc bấy giờ. Họ kết hôn và trở thành đối tác kinh doanh. Năm 1982, họ sử dụng dòng tín dụng để bảo đảm một khoản vay cho phép họ thành lập công ty ABC Supply.  ABC Supply là công ty tư nhân, bán các sản phẩm lợp, cửa sổ, máng xối và bán chủ yếu cho các khu dân cư và tòa nhà thương mại.
Diane Hendricks sở hữu công ty Hendricks Holding Company,  và cũng là chủ sở hữu và chủ tịch của  ABC Supply. Vào tháng 3 năm 2012, Forbes ước tính giá trị tài sản của bà là 2,8 tỷ đô la Mỹ; và con số ước tính vào tháng 1 năm 2017 là 4,3 tỷ đô la,
 và 11,1 tỷ đô la vào tháng 8 năm 2021. Năm 2018, Forbes xếp hạng Hendricks là người phụ nữ tự thân (nữ doanh nhân khởi nghiệp) giàu nhất Hoa Kỳ.

## Hoạt động từ thiện
Bà là nhà tài trợ cho WisconsinEye, và đồng chủ tịch của Rock County 5.0, một sáng kiến công/tư 5 năm để thúc đẩy tầm nhìn phát triển kinh tế của quận Rock. Bà hoạt động trong nhiều ủy ban của câu lạc bộ Stateline Boys & Girls, bệnh viện Beloit Memorial, quỹ tài trợ Beloit, Forward Janesville, Kandu Industries, Blackhawk Bank và quỹ Hendricks Family. Bà cũng nằm trong Ban Quản trị của Beloit College (trường cao đẳng Beloit).

## Nhà sản xuất phim Hollywood
Bà từng sản xuất nhiều phim, bao gồm The Stoning of Soraya M. (2008), kể về sự hành hình ở một ngôi làng của người Iran, An American Carol, (2008), and Snowmen, (2010).

## Đóng góp chính trị
Bà từng đóng góp 500,000 đô la cho chiến dịch năm 2012 của Thống đốc Scott Walker để tránh bị recall (bầu cử lại), và là nhà tài trợ lớn nhất của ông trong năm đó. Bà cũng ủng hộ Paul Ryan. Năm 2014, bà quyên góp 1 triệu đô la cho Freedom Partners Action Fund (Quỹ Hành động Đối tác tự do), một Republican Super PAC (siêu Ủy ban Hành động chính trị đảng Cộng hòa) do Koch Brothers sáng lập. Trong cả năm 2015 và 2016, bà quyên góp 2 triệu đô la cho Quỹ Hành động Đối tác tự do. Vào năm 2015, bà ủng hộ 5 triệu đô la cho một PAC (Ủy ban Hành động chính trị) có liên hệ với ứng cử viên tổng thống Scott Walker, nhưng đã bị hoàn lại 4 triệu đô la.
Trong cuộc bầu cử tổng thống Mỹ năm 2016, bà đã chi hơn 5 triệu đô la cho Quỹ cải cách Mỹ, một siêu Ủy ban Hành động chính trị phản đối Hillary Clinton và ủng hộ Thượng nghị sĩ Cộng hòa Mỹ đến từ Wisconsin Ron Johnson. Bà cũng từng là cố vấn kinh tế cho chiến dịch tranh cử tổng thống của Donald Trump.

## Những tranh cãi về thuê
Hendricks không trả thuế thu nhập của tiểu bang trong bốn năm từ năm 2010 đến năm 2014.
Một cuộc điều tra bởi Urban Milwaukee đã tìm ra rằng một ngôi nhà rộng 8,5000 foot vuông của Hendricks ở Town of Rock ở Rock County, Wisconsin được đánh giá chỉ rộng 1,663 foot vuông.Theo cuộc điều tra của Urban Milwaukee, Hendricks từ chối cho nhân viên định mức thuế tài sản vào, với "lý do an ninh". Sau khi đồng ý cung cấp cho nhân viên định mức thuế dữ liệu về ngôi nhà thì đánh giá tài sản của bà đã tăng từ 445,700 đô la lên 1,205,500 đô la.

## Cuộc sống cá nhân
Bà có bảy người con và 17 người cháu đang sống ở Afton, Wisconsin.